# Adolf Bertram
Adolf Bertram (Hildesheim, Baixa Saxônia, 14 de  março de 1859 - Javorník (Jeseník) 6 de julho de 1945) foi Arcebispo de Breslau (que veio a ser denominada de Wrocław, em polonês) e criado cardeal da Igreja Católica pelo Papa Bento XV, no concistório de 5 de dezembro de 1919, com o título de Prebítero de Santa Inês Extra-muros.

## Carreira
Adolf Johannes Bertram era filho de Franz Bertram, um comerciante, e Karoline Müller. Estudou no Seminário de Hildesheim, na Universidade de Munique, na Universidade de Innsbruck e na Universidade de Würzburg, onde obteve o doutorado em teologia (1883). Na Pontifícia Universidade Gregoriana em Roma obteve o doutorado em Direito Canônico em 1884.
Foi ordenado sacerdote da Diocese de Hildesheim em 31 de julho de 1881, em Wurtzburgo. Ele se adaptou às mudanças da monarquia para a democracia parlamentar e para o regime ditatorial. Ele era hostil à democracia como muitos outros líderes da Igreja da época, mas reconheceu a inevitabilidade de sua vinda, e rejeitou grande parte da ideologia nazista, apesar de seu endosso a Adolf Hitler como o chefe de estado legítimo.
Após sua ordenação, Bertram realizou estudos adicionais e foi Capelão do Colégio Teutônico de S. Maria dell'Anima, Roma(1881-1884. Ministério pastoral em Hildesheim (1884-1905). Colaborador nos assuntos da cúria episcopal e do vicariato geral (1884-1889); bibliotecário da catedral (1886); assessor do vicariato geral (1889); vigário da catedral (1893); cônego do capítulo da catedral (1894); conselheiro da cúria episcopal (1898). Vigário geral de Hildesheim, 15 de fevereiro de 1905; vigário capitular, 19 de dezembro de 1905.
Bertram foi eleito bispo de Hildesheim em 26 de abril de 1906  e recebeu a confirmação pontifícia em 12 de junho, de Papa Pio X. Foi consagrado bispo em 15 de agosto do mesmo ano, por Georg Cardeal von Kopp, Príncipe-Bispo de Breslau. Os principais co-consagradores foram Heinrich Hubert Aloysius Voß, Bispo de Osnabrück, e Wilhelm Schneider, Bispo de Paderborn.
Oito anos mais tarde, em 27 de maio de 1914, Adolf Bertram foi eleito pelo capítulo da catedral como bispo de Breslau, e confirmado em 8 de setembro de 1914 pela Santa Sé. Membro da Câmara dos Lordes da Prússia, 1916.
Em 4 de dezembro de 1916, Bertram foi criado cardeal in pectore por Bento XV; sua nomeação foi publicada em 5 de dezembro de 1919 e foi designado para a igreja titular de Sant'Agnese fuori le mura em 18 de dezembro.
Presidente da Conferência dos Bispos Católicos de Fulda, 1920-1945. Em 1920, durante a luta eleitoral da Alta Silésia, ele proibiu o clero de participar de qualquer agitação política, o que causou a hostilidade dos nacionalistas poloneses. Durante o governo do Nacional-Socialismo, ele teve dificuldades porque defendeu o direito dos católicos de língua polonesa de ensinar e pregar na língua nativa. Participou do conclave de 1922, que elegeu o Papa Pio XI.
O Papa Pio XI o promoveu a sé metropolitana de Breslávia em 13 de agosto de 1930, onde serviu até sua morte.
Com o bispo Clemens von Galen de Münster, o bispo Konrad von Preysing de Berlim, o cardeal Karl Joseph Schulte de Colônia e o cardeal Michael von Faulhaber de Munique, cardeal Bertram desafiou o nazismo por suas políticas racistas e anticristãs. Assim, foi um dos colaboradores da redação da encíclica Mit brennender Sorge que condenou os erros do regime nazista na Alemanha.
Contudo, o cardeal Bertram manteve um entusiasmo firme por Adolf Hitler após a assinatura da Concordata de 1933 e lhe enviou saudações pessoais de aniversário todos os anos. Participou do conclave de 1939, que elegeu o Papa Pio XII. Apesar dos rumores, o cardeal Bertram nunca organizou uma missa de réquiem pela morte de Hitler. Ele foi criticado tão vigorosamente quanto defendido.
Em janeiro de 1945 - antes de Breslávia ser cercado pelas tropas soviéticas, o cardeal idoso, a conselho de seu médico, foi ao Castelo de Johannesberg, na parte alemã dos Sudetos de sua diocese, e morreu lá em 6 de julho de 1945. Foi enterrado no cemitério de Jauernig, em uma sepultura dupla ao lado do príncipe-bispo Franz Joseph Christian de Hohenlohe-Waldenburg-Bartenstein; seus restos mortais foram transferidos para a catedral metropolitana de Breslávia em 9 de novembro de 1991.